# João Araújo (empresário)
João Alfredo Rangel de Araújo (Rio de Janeiro, 2 de julho de 1935 — Rio de Janeiro, 30 de novembro de 2013) foi um empresário e produtor musical brasileiro, responsável pela fundação da gravadora Som Livre. Pai do cantor e compositor Cazuza, foi responsável pelo surgimento de vários artistas de renome no cenário da música popular brasileira.

## Biografia

### Primeiros passos
Começou na música aos 14 anos, após ser convidado por um cunhado para trabalhar na Copacabana Discos, como auxiliar de imprensa. Em seguida, foi para a Odeon (hoje EMI) e depois seguiu para a Philips (hoje Universal), se tornando diretor artístico e lá montou um elenco histórico, contratando artistas como Gal Costa, Caetano Veloso e Jorge Ben Jor, na época, ainda conhecido como Jorge Ben. Surgia o descobridor de talentos.

### Som Livre
Fundou a gravadora das Organizações Globo, a Som Livre em 1969. Ao longo de sua carreira na indústria fonográfica, foi o responsável por lançar artistas como Xuxa, Ronnie Von, Djavan, Emílio Santiago, Rita Lee, Gilberto Gil, Guilherme Arantes, Novos Baianos, Lulu Santos, Nara Leão, sua esposa Lucinha Araújo e seu filho Cazuza.
Deixou a gravadora depois de 38 anos no comando.

### Grammy
Em novembro de 2007, conquistou o Grammy Latino de "Contribuição à Música", na categoria produtor.
| “                                                              | Foi impossível não me lembrar do Cazuza. Ele teria feito alguma gozação, teria achado tudo ridículo, mas depois ia aplaudir e gostar de ver o pai ganhar esse prêmio. Cazuza não teve tempo de ter carreira internacional, ele morreu antes de ver o reconhecimento do seu trabalho fora do Brasil. | ” |
| — João em entrevista a O Globo logo após ter recebido o Grammy | |   |

### Vida pessoal
Conheceu Lucinha Araújo enquanta passava férias em Vassouras. Após quase cinco anos de namoro, eles se casaram em 16 de março de 1957 na Igreja de Santa Margarida Maria, no bairro da Lagoa, no Rio de Janeiro. Em 4 de abril de 1958, nasceu o primeiro e único filho do casal, Agenor de Miranda Araújo Neto, apelidado como Cazuza.
Era bom apostador também no pôquer, uma de suas paixões. Tinha emoldurados, na sala de casa, os oito royal straight flush — sequência de dez ao ás, todas do mesmo naipe — que fez na vida. Um dos refúgios preferidos de Cazuza, a casa na Fazenda Inglesa, em Petrópolis, foi construída em um terreno ganho no jogo.
Foi representado por Reginaldo Faria no filme Cazuza – O Tempo não Para (2004).

### Morte
Morreu em 30 de novembro de 2013 às 6 horas e 30 minutos, em casa, após sofrer um infarto.
Após a morte de João, sua viúva, Lucinha Araújo, descobriu que o marido havia deixado uma herança de R$20 milhões para um filho até então desconhecido, Carlos Augusto Filgueira Magioli, um capitão de fragata que procurou João em 2009 pedindo um exame de DNA para comprovar a paternidade. Após a confirmação do DNA, João incluiu Carlos como seu herdeiro no testamento. O segredo foi divulgado na imprensa em 14 de janeiro de 2020.